# Gustav Schreck

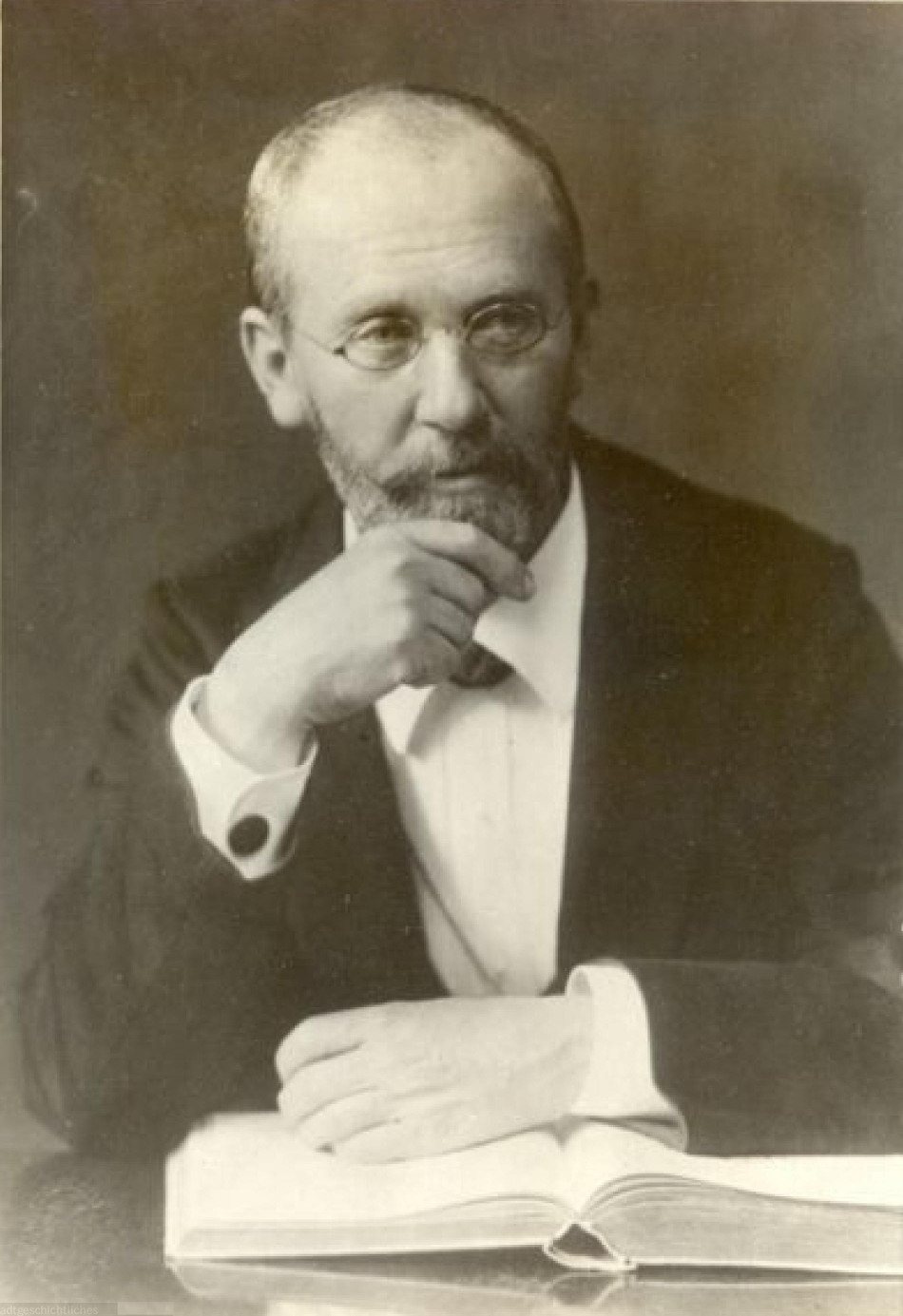
Gustav Schreck, um 1900

Gustav Ernst Schreck (* 8. September 1849 in Zeulenroda, Fürstentum Reuß älterer Linie; † 22. Januar 1918 in Leipzig, Königreich Sachsen) war ein deutscher Musikerzieher, Komponist und Thomaskantor der Thomaskirche in Leipzig von 1893 bis 1918.

## Leben
Schreck wurde 1849 als Sohn eines Strumpfwirkers geboren – ein damals üblicher Beruf in dieser Region des Vogtlandes. Auch die Kinder saßen am Wirkstuhl und trugen zum Unterhalt der Familie bei. Die eintönige Tätigkeit wurde im Elternhaus Schreck durch Singen bei der Arbeit aufgelockert. Die musikalischen Fähigkeiten des Kindes Gustav wurden durch Klavierunterricht früh gefördert. Von 1863 bis 1867 besuchte er das Lehrerseminar in Greiz und wurde unter Musikdirektor Urban Präfekt des Schülersingechores. Nach Abschluss der Ausbildung war er vorübergehend als Dorfschullehrer in Gommla und Remptendorf tätig, doch schon im Jahre 1868 zog er nach Leipzig, um am Konservatorium in Leipzig Musik zu studieren, unter anderem bei dem Thomaskantor Ernst Friedrich Richter. 1870 folgte der 21-Jährige seinem Bruder nach Wyborg in Finnland und unterrichtete dort als Musiklehrer vier Jahre am deutschen Gymnasium. Verheiratet mit der Dichterin Emmy Krohn kehrte er als freischaffender Komponist und Musiker 1874 nach Leipzig zurück.
Er komponierte Kammermusik und einzelne Chorsätze. In dieser Zeit entstanden auch zwei Oratorien: König Fjalar (ursprünglich von Johan Ludvig Runeberg stammend) und Christus, der Auferstandene, zu denen seine Frau die Texte verfasste. Die Uraufführungen im Gewandhaus wurden mit rauschendem Beifall bedacht. Im Jahre 1887 erhielt er als Lehrer für Theorie und Komposition einen Ruf an das von Felix Mendelssohn Bartholdy gegründete Konservatorium, wo er 1898 Professor wurde und bis zu seinem Ruhestand im Jahre 1917 wirkte.
Im Mai 1892 starb Thomaskantor Wilhelm Rust und die Stelle wurde ein Jahr lang von dem Musiklehrer der Externen, Bernhard Friedrich Richter, einem Sohn des ehemaligen Amtsinhabers, betreut, bis die Wahl auf Gustav Schreck fiel, der am 17. April 1893 eingeführt wurde. Er war sich der Verantwortung bewusst, die diese „erste Kantorenstelle der Welt“ bedeutete. Mit großer Gewissenhaftigkeit erfüllte er die gestellten Aufgaben; seine pädagogischen Fähigkeiten, sein großes theoretisches Wissen und die Kenntnis der Leipziger Musikszene waren dabei ideale Voraussetzungen.
Die Arbeitsbedingungen für die Thomaner waren nach dem Umzug in den Neubau von Schule (1877) und Alumnat (1881) vorbildlich. Zur gleichen Zeit war sein Altersgenosse Emil Jungmann Rektor der Schule, ein gebildeter und der Musik aufgeschlossener Neuhumanist, der sich für ein breites Betätigungsfeld seiner Schüler einsetzte.
Die kirchenmusikalischen Aufgaben in der Thomas- und Nikolaikirche wurden unter Schreck verstärkt mit Werken von Johann Sebastian Bach und anderen ehemaligen Thomaskantoren ausgefüllt. Gustav Schreck begann eine Reihe mit Chorheften und anlässlich der 700-Jahr-Feier der Thomasschule, 1912, wurde ein Konzert ausschließlich mit Werken der Thomaskantoren von Georg Rhau bis Schreck gestaltet. Der Aufgabenbereich des Chores wurde erweitert, er beteiligte sich mit chorsinfonischen Werken an den Gewandhauskonzerten und die Neujahrskonzerte mit den Thomanern wurden zum alljährlichen Höhepunkt der Gewandhaus-Saison.
1897 schrieb er eine vierstimmige Chorfassung des Weihnachtsliedes Stille Nacht, heilige Nacht, die der Thomanerchor und die meisten gemischten Chöre auch heute noch verwenden.
Die künstlerische Qualität der Aufführungen unter Schrecks Leitung stieg – sein Wirken wurde unter anderem durch den Professorentitel (1898) und die Ehrendoktorwürde (1909) der Leipziger Universität anerkannt. Gustav Schreck widmete die Motette Der Herr ist mein Hirte Rektor Jungmann zum 25-jährigen Dienstjubiläum (1906). Die Festkantaten zur 500-Jahr-Feier der Universität (1909) und zur 700-Jahr-Feier der Schola Thomana waren ehrenvolle Kompositionsaufträge, die seine Wertschätzung dokumentieren. Die Texte der Kantaten stammten wieder von seiner Frau, die sich auch durch das Malen von Porträts ehemaliger Thomaskantoren, die noch heute im Probensaal des Thomasalumnates zu sehen sind, in die Arbeit des Mannes integrierte.

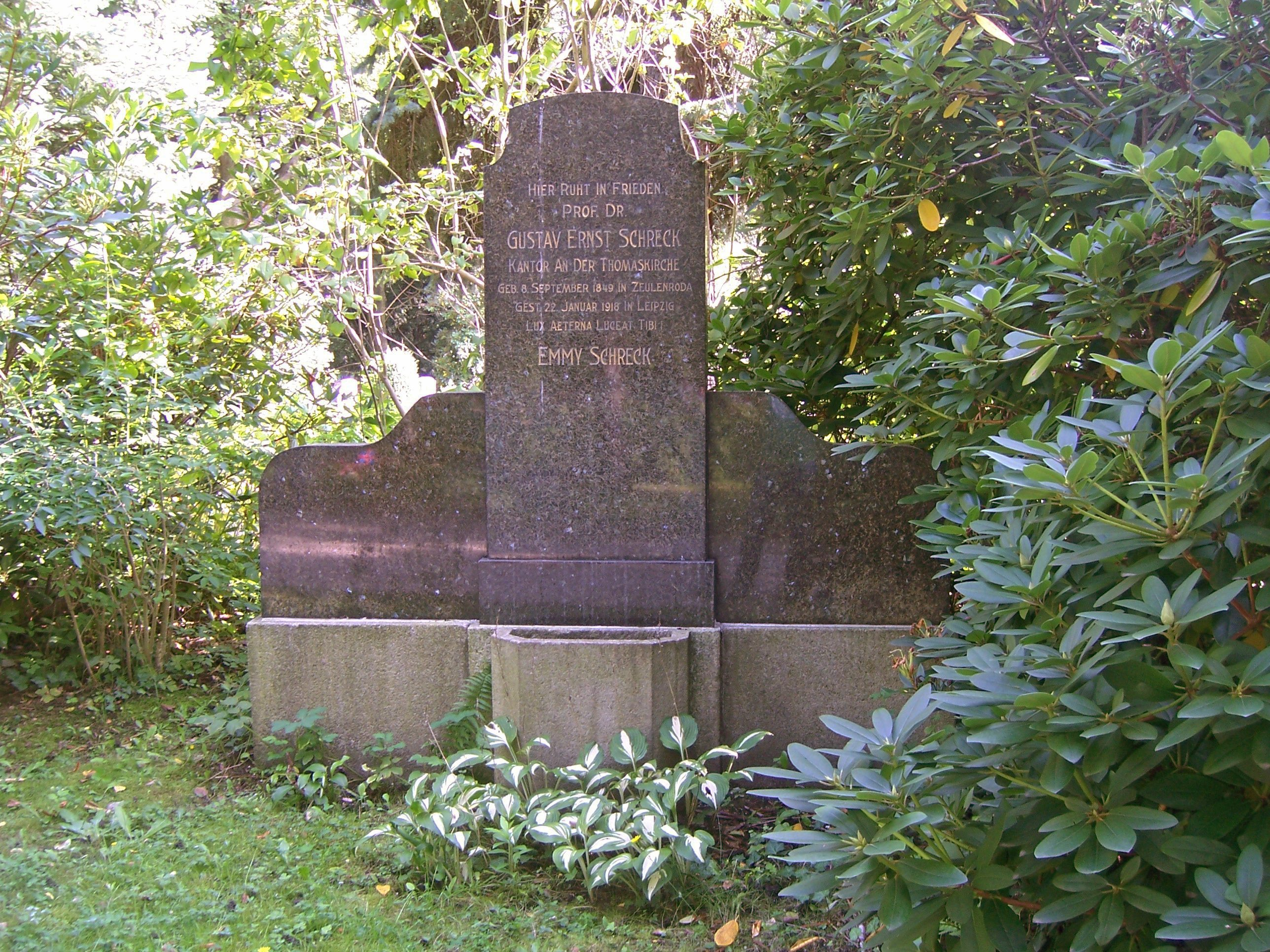
Grabstätte Gustav Schreck

Als Thomaskantor begnügte sich Schreck nicht mit dem Ersatz der historischen Instrumente, er veranlasste die Anschaffung oder den Nachbau von Oboe d’amore, Clarintrompeten und anderen Instrumenten des Bach-Orchesters. Er wagte es, die Kantaten ungekürzt zu musizieren und griff dabei die Praxis seines Amtsvorgängers und Bachforschers Rust auf, die Solopartien auch im Sopran und Alt mit Thomanern zu besetzen.
Gustav Schreck war im Jahre 1900 Gründungsmitglied der Neuen Bachgesellschaft. Die Bachfeste dieser Gesellschaft finden mit regelmäßiger Beteiligung der Thomaner bis in die Gegenwart statt.
Im Jahr 1887 wurde Schreck Lehrer für Komposition und Musiktheorie am Leipziger Konservatorium, ehe er 1893 die Nachfolge von Wilhelm Rust antrat und zum Thomaskantor berufen wurde. Dieses Amt führte er bis zu seinem Tode aus. Ab 1901 war Schreck Schriftführer der ein Jahr zuvor gegründeten Neuen Bachgesellschaft. 1909 schrieb er zur 500-Jahr-Feier der Universität die Festkantate. In diesem Jahr erhielt er auch die Ehrendoktorwürde der Universität Leipzig. In Erscheinung trat er auch als Bearbeiter von Volksliedern für das 1906 veröffentlichte Volksliederbuch für Männerchor („Kaiserliederbuch“).
Der Thomanerchor trat unter seiner Leitung nicht mehr nur in der Leipziger Thomas- und der Nikolaikirche auf, sondern zunehmend auch in Konzerten im Leipziger Gewandhaus.
In seinen Werken herrscht die kontrapunktische Technik und sangbare Stimmführung vor. Von Einflüssen Wagners und später Regers hat Schreck sich weitgehend freigehalten.
Er war Ritter 1. Klasse des Albrechts-Ordens. Am 22. Januar 1918 starb Schreck im Alter von 68 Jahren in Leipzig. Er wurde auf dem Leipziger Südfriedhof beigesetzt (IV. Abteilung).

## Werke (Auswahl)
Oratorien
- König Fjalar
- Christus, der Auferstandene
- Der dreizehnte Psalm. Herr, o Herr, wie lange!
  - I. Klage. Herr, wie lange willst du mein sogar vergessen?.
  - II. Bitte. Erleuchte meine Augen
  - III.Zuversicht.Ich aber hoffe darauf
- Der dreiundzwanzigste Psalm. Der Herr ist mein HirteḐ für Altsolo und siebenstimmigen Chor
- Herr sei mir gnädig. nach Worten aus dem 25. Psalm für Solostimmen und vierstimmigen Chor
- Tröste uns, Gott, unser Heiland (Psalm 85, Vers 5–8) für Soloquartett und vierstimmigen Chor.
- Wie soll ich dich empfangen. Adventsmotette
- Gott mit uns. In Gottes Namen fahren wir für vier- bis fünfstimmigen Chor.
- Der Tag nimmt ab. für siebenstimmigen Chor

Kammermusik
- Sonate op.9 für Fagott und Klavier
- Sonate op.13 für Oboe und Klavier
- Nonett. Divertimento für Blasinstrumente op. 40
- Nonett für Bläser und Streicher (Manuskript im Bach-Archiv Leipzig)

## Dokumente
Briefe von Gustav Schreck befinden sich im Bestand des Leipziger Musikverlages C.F.Peters im Staatsarchiv Leipzig.